# Андреас Параскевас
Андреас Параскевас (грец. Ανδρέας Παρασκευάς ; 15 вересня 1998) — кіпрський футболіст, воротар клубу АЕК (Ларнака) та збірної Кіпру.

## Клубна кар'єра
Вихованець клубу АПОЕЛ. За основний склад команди дебютував у сезоні 2017/18, зігравши 3 матчі у чемпіонаті Кіпру, в яких пропустив два м'ячі і став чемпіоном Кіпру. У сезоні 2018/19 Параскевас виступав на правах оренди за клуб другого дивізіону «Отеллос».
У 2019 році гравця було віддано в оренду в клуб «Докса Катокопіас», за який зіграв 3 матчі у вищій лізі. Після закінчення оренди, підписав із «Доксою» повноцінний контракт.
Влітку 2021 року став гравцем клубу АЕК (Ларнака).

## Кар'єра у збірній
У 2018-20 роках був гравцем молодіжної збірної Кіпру та у її складі брав участь у двох відбіркових турнірах молодіжного чемпіонату Європи.
В національну збірну Кіпру вперше був викликаний у березні 2021 року, був присутній у заявці збірної на матчі відбіркового турніру чемпіонату світу 2022 року проти Словенії, проте на поле не вийшов.

## Досягнення
- Чемпіон Кіпру: 2017/18